# Insurrextion 2002
Insurrextion 2002 è stata la terza edizione dell'omonimo pay-per-view prodotto dalla World Wrestling Federation. L'evento si è svolto il 4 maggio 2002 alla Wembley Arena di Londra.
È stato l'ultimo pay-per-view nella storia della federazione con il nome di World Wrestling Federation, dato che due giorni dopo essa venne cambiata in World Wrestling Entertainment a causa di un contenzioso legale con il World Wildlife Fund.

## Storyline
Nella puntata di Raw del 22 aprile Triple H (appartenente al roster di SmackDown) apparì nello show rosso, interrompendo un promo di The Undertaker per poi attaccarlo brutalmente con un monitor televisivo poiché quest'ultimo, a Backlash, aveva interferito durante il suo incontro con Hollywood Hulk Hogan per l'Undisputed WWF Championship. Un match tra i due fu quindi sancito per Insurrextion.
Il 22 aprile a Raw il co-proprietario della World Wrestling Federation, Ric Flair, annunciò che Big Show (in sostituzione di Bradshaw) e Steve Austin avrebbero affrontato Scott Hall e X-Pac dell'nWo la sera stessa; poco dopo, durante l'incontro, Big Show effettuò tuttavia un turn heel su Austin per unirsi all'nWo. Un match tra Austin e Big Show fu poi sancito per Insurrextion da Ric Flair, il quale si autonominò come arbitro speciale del loro incontro.
Il 21 aprile, a Backlash, Eddie Guerrero sconfisse Rob Van Dam conquistando così l'Intercontinental Championship per la seconda volta. Un rematch tra i due con in palio il titolo fu poi annunciato per Insurrextion.
Dopo vari contrasti e vicissitudini, Scott Hall sconfisse Bradshaw a Backlash grazie all'aiuto di X-Pac. Un match tra Bradshaw e X-Pac fu quindi sancito per Insurrextion.
A Raw dell'8 aprile gli Hardy Boyz (Jeff Hardy e Matt Hardy) attaccarono brutalmente Brock Lesnar con una sedia, mentre la settimana successiva lo stesso Lesnar respinse entrambi i fratelli Hardy, infortunando Matt (kayfabe). Dopo che aveva sconfitto Jeff a Backlash, Lesnar attaccò nuovamente Matt nella puntata di Raw del 22 aprile. Un match tra gli Hardy Boyz contro Lesnar e Shawn Stasiak fu poi annunciato per Insurrextion.
Nella puntata di Raw dell'8 aprile Spike Dudley sconfisse William Regal, conquistando così l'European Championship per la prima volta. Un rematch tra i due con in palio il titolo fu poi sancito per Insurrextion.
Per lo stesso evento fu inoltre sancito che Steven Richards avrebbe difeso l'Hardcore Championship contro Booker T in un Hardcore match.

## Risultati
| #    | Incontri                                                                      | Stipulazioni                                          | Durata |
| ---- | ----------------------------------------------------------------------------- | ----------------------------------------------------- | ------ |
| Dark | Mr. Perfect ha sconfitto Goldust                                              | Single match                                          | —      |
| 1    | Rob Van Dam ha sconfitto Eddie Guerrero (c) per squalifica                    | Single match per il WWF Intercontinental Championship | 11:24  |
| 2    | Jacqueline e Trish Stratus hanno sconfitto Jazz e Molly Holly                 | Tag team match                                        | 07:43  |
| 3    | X-Pac ha sconfitto Bradshaw                                                   | Single match                                          | 08:49  |
| 4    | Booker T ha sconfitto Steven Richards (c)                                     | Hardcore match per il WWF Hardcore Championship       | 09:50  |
| 5    | The Hardy Boyz hanno sconfitto Brock Lesnar e Shawn Stasiak (con Paul Heyman) | Tag team match                                        | 06:42  |
| 6    | Spike Dudley (c) ha sconfitto William Regal                                   | Single match per il WWF European Championship         | 04:56  |
| 7    | Steve Austin ha sconfitto Big Show                                            | Single match con Ric Flair come arbitro speciale      | 15:00  |
| 8    | Triple H ha sconfitto The Undertaker                                          | Single match                                          | 14:31  |

## Conseguenze
Il giorno dopo il pay-per-view Curt Hennig e Scott Hall, che lottarono in alcuni house-show durante il tour inglese, furono licenziati dalla World Wrestling Entertainment a causa del loro coinvolgimento in una serie di incidenti occorsi sul volo di ritorno negli Stati Uniti (episodio successivamente soprannominato "Plane Ride from Hell"), mentre Bradshaw, Brock Lesnar, Goldust, Ric Flair e X-Pac furono duramente ripresi dalla federazione per quanto accaduto sull'aereo.